# Daniel Mazour
Daniel Mazour (* 5. Januar 1992) ist ein israelischer Eishockeyspieler, der seit 2019 erneut beim HC Bat Yam in der Israelischen Eishockeyliga unter Vertrag steht. Seit 2023 spielt er zudem für die Jerusalem Capitals in der Sommerliga Israel Elite Hockey League. 

## Karriere
Daniel Mazour begann seine Karriere als Eishockeyspieler beim HC Bat Yam, für den er bereits als 14-Jähriger in der israelischen Eishockeyliga debütierte. 2005 wechselte er aus der Stadt am Mittelmeer in den Norden des Landes zum HC Ma’alot, mit dem er 2010 den israelischen Meistertitel errang. Die Spielzeit 2013/14 verbrachte er beim USC Karpaty in der kanadischen Adult Save Hockey League Etobico. Anschließend kehrte er nach Ma’alot zurück. Seit 2019 spielt er wieder beim HC Bat Yam. Seit 2023 spielt er zudem für die Jerusalem Capitals in der Sommerliga Israel Elite Hockey League. 

### International
Im Juniorenbereich stand Mazour bei den U-18-Weltmeisterschaften 2007 und 2008 jeweils in der Division II auf dem Eis.
Mit der Herren-Nationalmannschaft nahm Mazour an den Weltmeisterschaften der Division II 2012, 2013, 2014, 2015, 2016, 2017, als er zum besten Spieler seiner Mannschaft gewählt wurde, 2018, 2019 und 2023 sowie der Division III 2011, als er gemeinsam mit Sergei Frenkel zweitbester Torschütze hinter Eliezer Sherbatov und hinter beiden drittbester Scorer des Turniers war, teil. Zudem vertrat er seine Farben bei der Qualifikation für die Olympischen Winterspiele 2014 in Sotschi.

## Erfolge und Auszeichnungen
- 2010 Israelischer Meister mit dem HC Ma’alot
- 2011 Aufstieg in die Division II, Gruppe B, bei der Weltmeisterschaft der Division III
- 2013 Aufstieg in die Division II, Gruppe A, bei der Weltmeisterschaft der Division II, Gruppe B
- 2019 Aufstieg in die Division II, Gruppe A bei der Weltmeisterschaft der Division II, Gruppe B